# Defeated Sanity
Defeated Sanity est un groupe allemand de death metal, originaire de Dachsbach, en Bavière. Formé en 1993 par le guitariste Wolfgang Teske et son fils, le batteur Lille Gruber. Le groupe est actuellement composé de Gruber (batterie), Jacob Schmidt (guitare basse), Josh Welshman (chant), et Vaughn Stoffey (guitare). Le groupe est connu pour son style de death metal très brutal, abrasif et complexe, tout en conservant des influences de jazz fusion. Le genre de Defeated Sanity a parfois été catégorisé comme death metal progressif,,.
En 2023, le groupe compte six albums studio : Prelude to the Tragedy (Grindethic Records, 2004), Psalms of the Moribund (Grindethic, 2007), Chapters of Repugnance (Willowtip Records, 2010), Passages into Deformity (Willowtip, 2013), Disposal of the Dead / Dharmata (Willowtip, 2016), et The Sanguinary Impetus (Willowtip, 2020). Le groupe compte également de nombreux promos, démos, et splits. Influencé par des groupes tels que Cannibal Corpse et Suffocation, leur style musical s'inspire principalement du metal extrême américain.

## Histoire

### Débuts
Defeated Sanity est formé à Dachsbach, en Allemagne, en 1993 par le guitariste Wolfgang Teske et son fils, le batteur Lille Gruber. Au départ, le projet était considéré comme un projet secondaire, que Gruber décrit comme « [juste] mon père et moi faisant des jams. » En 1996, le bassiste Jonas Gruber et le chanteur Robert Colnik ont rejoint le groupe en tant que musiciens de session. Cette formation enregistre les deux premières démos, Devoured by the Black la même année, puis Withdrawn from Beauty en 1998. Après un changement de line-up, Defeated Sanity recrute finalement le guitariste Christian Müenzner et le bassiste Tino Köhler. Colnik quitte le groupe peu après l'enregistrement d'une démo en 2000. Il est remplacé par Markus Keller, qui réenregistre un titre de la démo ; ce titre est inclus dans le split avec Poppy Seed Grinder, sorti sur le label tchèque Grodhaisn en 2001. Plus tard dans l'année, Münzner quitte le groupe pour rejoindre Necrophagist. Defeated Sanity sort un split EP de 7 pouces avec le groupe brésilien de death metal Imperious Malevolence sur Merciless Records en 2003.

### Prelude to the Tragedy
En 2004, Defeated Sanity signe avec le label britannique Grindethic Records pour sortir son premier album. L'album est enregistré aux Soundforge Studios à Rhauderfehn, en Allemagne. Le groupe a produit l'album et Andreas Hilbert s'est occupé de l'ingénierie et du mastering. Prelude to the Tragedy sort en novembre de la même année L'album reçoit des critiques mitigées. Diabolical Conquest déclarant : « Prelude to the Tragedy [comme] un harpon chromé étincelant de death metal technique immaculé, entremêlant habilement des nœuds de riffs cryptiques avec une violence percussive convolutionnelle pour des résultats étonnamment compréhensibles et tout à fait agréables. Le travail de la batterie, implacable dans sa complexité, renforce à la fois les éléments progressifs et barbares des morceaux, en y clouant des motifs ambitieux avec un punch de caisse claire satisfaisant, des cymbales lucides et des remplissages experts. » Les critiques négatives de l'album concernaient principalement le style technique plus élevé de leur musique. Lords of Metal déclare : « Ceci n'est intéressant que pour les vrais amateurs de trash (pas de thrash !), et les mathématiciens, bien sûr. » Pour promouvoir l'album, le groupe fait une tournée en 2005, se produisant au Rotterdam Deathfest (un festival de metal extrême aux Pays-Bas), avec des groupes comme Suffocation, Visceral Bleeding, et Vomit Remnants.

### Psalms of the MoribundetChapters of Repugnance

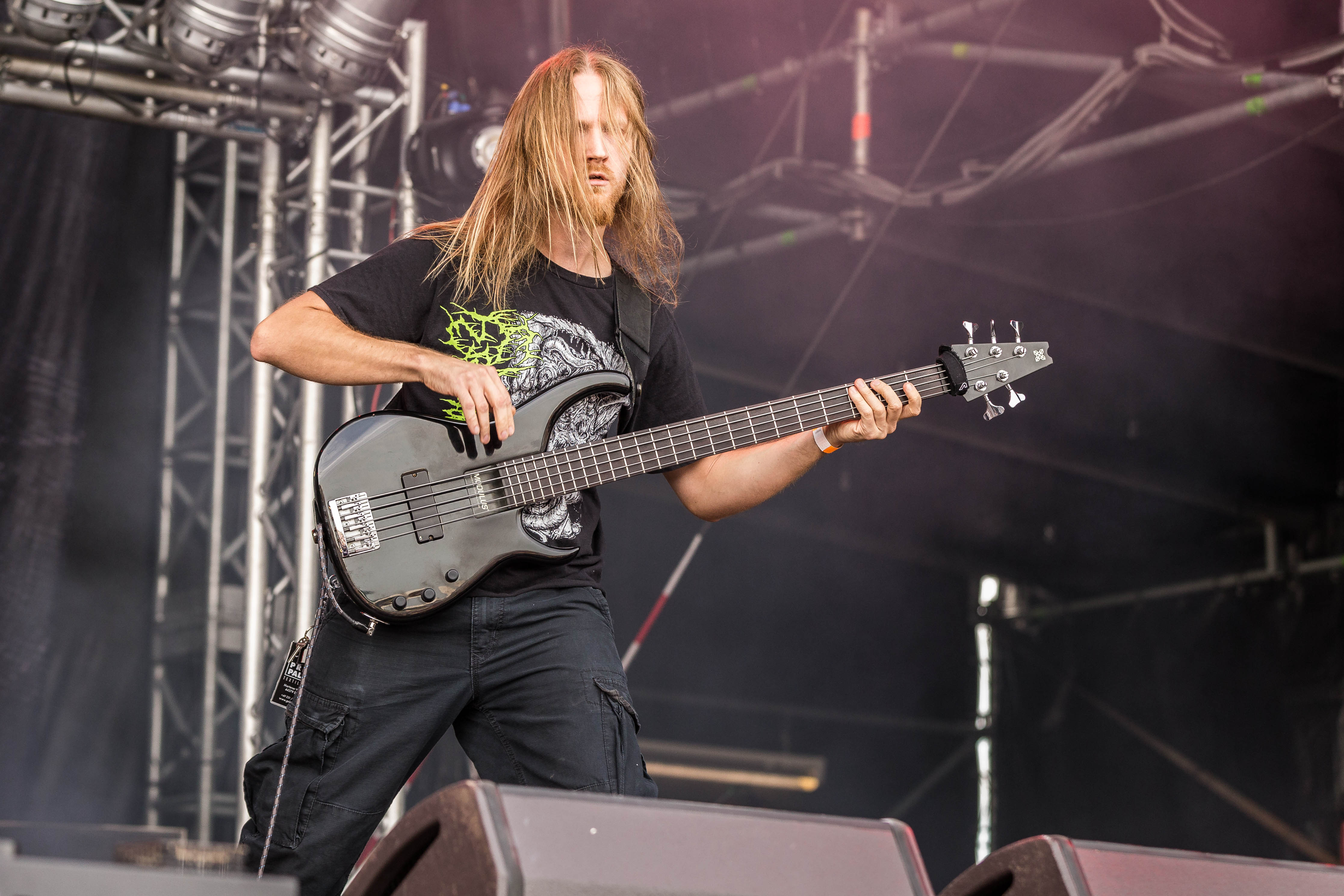
Le bassiste Jacob Schmidt, qui a rejoint le groupe en 2005.

Defeated Sanity connait d'autres changements de line-up avec l'arrivée de Jens Staschel au chant, Christian Kuehn à la guitare et Jacob Schmidt à la basse. En août 2006, le groupe enregistre son deuxième album studio aux Soundlodge Studios. Il est produit et enregistré par Jörg Ukenand, et masterisé par Robbert Kok de Disavowed. Entre-temps, Gruber joue de la batterie pour le groupe autrichien de blackened death metal Belphegor lors de leur tournée nord-américaine avec Unleashed et Krisiun. Psalms of the Moribund sort chez Grindethic Records en mars 2007. Comme son prédécesseur, l'album reçoit des critiques mitigées, avec Erik Thomas du webzine Teeth of the Divine disant, « Avec des rots ultra profonds, presque grindcore, superposés à des riffs complexes et sauvages, Defeated Sanity, contrairement à certains de leurs pairs américains, réussit à ajouter un peu de groove à leur musique, parviennent à insérer quelques grooves et égarements sympathiques au milieu du carnage, d'où les comparaisons avec Suffocation et Devourment, mais sinon, Psalms of the Moribund est une agression assez foudroyante de crissements, d'harmoniques pincées et de blast beats voraces. » Le chroniqueur de Chronicles of Chaos, Kostas Sarampalis, critique le style vocal de Jens Staschel, déclarant : « Le growl guttural bas et constant est complètement inintelligible, utilisé plus comme un instrument (très contondant) que comme un moyen de transmettre les paroles. » Le groupe se produit en concert au Maryland Deathfire à Londres, où il invite à jouer le rôle d'un groupe de musique de chambre. 
Le groupe joue au Maryland Deathfest au Sonar à Baltimore, Maryland, en mai 2008, avec Anaal Nathrakh et Monstrosity. En juillet 2008, deux membres quittent Defeated Sanity : d'abord Staschel, et Teske peu après. Après avoir cherché un nouveau chanteur pendant près d'un an, Defeated Sanity fait appel au chanteur A.J. Magana de Disgorge, qui enregistre le chant sur le troisième album studio du groupe, Chapters Repugnance, sorti sur Willowtip Records le 4 mai 2010.  L'album est enregistré aux Soundforge Studios à Berlin. Selon Cosmo Lee du magazine Decibel, Chapters of Repugnance est la première pochette d'album de Willowtip que l'imprimeur a refusé d'imprimer. « C'est une représentation de l'enfer à la Hieronymus Bosch, où tout le monde est nu et chauve. » Wolfgang Teske, membre fondateur du groupe, est décède de complications liées à son cancer le 12 septembre 2010, un peu plus de deux ans après son départ du groupe.
À partir de la fin de l'année 2015, Defeated Sanity se lance dans une tournée américaine en tête d'affiche, donnant ses premiers concerts aux États-Unis depuis 2008.

### Disposal of the Dead / Dharmata
Avant l'été 2016, Defeated Sanity confirme travailler sur un nouvel album, qui est un album studio en deux parties, l'une intitulée Disposal of the Dead et l'autre Dharmata. Ces deux parties représentent deux EP compilés sur un album, chaque partie ayant un son qui lui est propre ; Disposal of the Dead vise à représenter le côté le plus primitif du son du groupe, tandis que Dharmata est un hommage direct au style death metal progressif old school de groupes tels que Atheist et Cynic. Dharmata fait la part belle au chant de Max Phelps du groupe de death metal progressif de Baltimore Exist, et anciennement de Cynic ainsi que de Death DTA.
Fin 2016, le groupe recrute le chanteur américain Josh Welshman en remplacement de Lühring, parti l'année suivante. Avant qu'il ne rejoigne officiellement le groupe, Welshman assure le chant sur les deux tournées américaines du groupe, le festival Obscene Extreme ainsi que d'autres concerts en Europe et en Indonésie. En 2018, le groupe participe à l'affiche du festival américain de death metal Las Vegas Death Fest.

### The Sanguinary Impetus
En mai 2020, Defeated Sanity annonce le titre de leur sixième album, The Sanguinary Impetus, et sa sortie pour juillet. À la suite du départ de Kühn, Gruber joue toutes les guitares sur l'album en plus de ses fonctions habituelles de batteur. Metal Injection qualifie The Sanguinary Impetus de « follement chaotique, fréquemment dérangeant et d'une complexité stupéfiante. »

## Style musical et influences
Bien que le groupe soit d'origine allemande, sa musique est basée sur le style américain du death metal. Le batteur Lille Gruber explique : « Le blues et le rock ont été développés aux États-Unis, ce qui signifie que tout remonte à ce pays. » Interrogé sur la différence en termes de son et de direction entre Psalms of the Moribund et Prelude to the Tragedy, Gruber a déclaré : « Nous avons créé notre propre style sur Psalms to the Moribund, alors que Prelude to the Tragedy avait des allusions très évidentes aux groupes que nous idolâtrons. Psalms of the Moribund se divise en deux extrêmes, il est devenu plus gros, brutal, épais et profond, mais en même temps, l'approche mathématique et la technicité ont beaucoup augmenté! »
Les principales influences de Defeated Sanity sont les premiers morceaux de Cannibal Corpse, Immolation et Suffocation. Gruber a également cité des groupes comme Disgorge et Devourment comme source d'inspiration. Les paroles de Defeated Sanity sont influencées par le groupe Brodequin du Tennessee. Gruber décrit les paroles de Brodequin comme « sombres et brutales », ce qui correspond à l'imagerie gore de Defeated Sanity et dit qu'il s'agit d'un « concept génial »,.
Sur l'album Disposal of the Dead / Dharmata (2016) de Defeated Sanity, le groupe interprète deux styles distincts sur les deux parties de l'album, le groupe décrivant cela comme « une séparation avec nous-mêmes. » Disposal of the Dead présente leur style brutal et technique caractéristique tandis que Dharmata est « un hommage au death metal progressif de la vieille école » rappelant des groupes tels que Death et les débuts de Pestilence. L'influence du jazz est également prépondérante.

## Discographie

### Albums studio
- 2004 - Prelude to the Tragedy (Grindethic Records)
- 2007 - Psalms of the Moribund (Grindethic Records)
- 2010 - Chapters of Repugnance (Willowtip Records)
- 2013 - Passages into Deformity (Willowtip Records)
- 2016 - Disposal of the Dead / Dharmata (Willowtip Records)
- 2020 - The Sanguinary Impetus (Willowtip Records)
- 2024 - Chronicles of Lunacy (Season of Mist)

### Démos et EP
- 1996 : Devoured by the Black
- 1998 : Withdrawn from Beauty
- 2004 : Prelude to the Tragedy EP
- 2000 : Promo 2000
- 2005 : Promo 2005
- 2008 : Promo 2007

### Split albums
- 2002 : Talk Evolution / The Parasite (split avec Poppy Seed Grinder)
- 2003 : Live in Germany (split avec Imperious Malevolence)
- 2008 : Cerebric Turmoil / Defeated Sanity
- 2010 : Unleashing the Seed of Parricide (split avec Venomed, Splattered Orgasm et Moonfog)

### Compilations
- 2010 : Collected Demolition (Sick Chainsaw)